# اچ‌ام‌اس شروپ‌شر (۷۳)
اچ‌ام‌اس شروپ‌شر (۷۳) (به انگلیسی: HMS Shropshire (73)) یک کشتی بود که طول آن ۶۳۳ فوت (۱۹۳ متر) بود. این کشتی در سال ۱۹۲۸ ساخته شد.